# Warren Worthington III
Warren Kenneth Worthington III è un personaggio dei fumetti statunitensi creato da Stan Lee (testi) e Jack Kirby (disegni), pubblicato dalla Marvel Comics. Apparso per la prima volta sulle pagine di The X-Men n. 1 (settembre 1963), Warren è un mutante appartenente al gruppo degli X-Men che nel corso della sua storia editoriale ha assunto diversi nomi in codice tra cui Angelo Vendicativo (Avenging Angel), Angelo (Angel), Morte (Death) ed Arcangelo (Archangel).
Quando non è impegnato nella difesa del genere mutante, si mostra al mondo nella sua identità civile di Warren Worthington III, multimiliardario playboy e proprietario delle Industrie Worthington.

## Biografia del Personaggio

### Origini
Warren nasce a Centerport, nello stato di New York, da Kathryn Worthington e Warren Worthington Jr. Durante la sua adolescenza, passata in una scuola privata, comincia a manifestarsi la sua mutazione: candide ali piumate crescono sulla sua schiena. In principio, Warren crede di essere un mostro e che le sue ali siano una maledizione, ma presto scopre di essere in grado di volare e decide di aiutare la gente con il suo talento. Quando all'interno del suo dormitorio scoppia un incendio ruba un costume bianco dal teatro e salva i suoi amici che lo credono un vero angelo disceso del paradiso. Compreso di essere un mutante, indossando un costume ed una maschera, intraprende una carriera come supereroe solitario facendosi chiamare Angelo Vendicativo. Tempo dopo inizia a frequentare la Scuola per Giovani Dotati di Charles Xavier e con il nome-in-codice di Angelo diventa uno dei membri fondatori dei primi X-Men assieme a Ciclope, Bestia, Marvel Girl e Uomo Ghiaccio. Folgorato dalla bellezza di Jean Grey, tenta subito di conquistarla desistendo una volta compresi i sentimenti che la giovane prova per Scott Summers. Dopo essere stato catturato assieme agli X-Men originali dall'isola mutante Krakoa e salvato dalle nuove leve Wolverine, Tempesta, Colosso, Nightcrawler e Thunderbird, assieme a Uomo Ghiaccio lascia la scuola per recarsi a Los Angeles dove, assieme ad Ercole, Vedova Nera e Ghost Rider, fonda i Campioni di Los Angeles. Sconvolto dall'apparente morte di Jean e dall'allontanamento di Ciclope dal team, Warren ritorna negli X-Men. Durante questo periodo viene sempre più disturbato dal comportamento e dalle azioni di Wolverine, e dopo poco tempo lascia nuovamente la squadra per protesta. Catturato da Callisto, leader dei Morlock mutanti deformi abitanti le fogne di New York City, e crocifisso ad una parete con l'intento di umiliarlo e violentarlo viene salvato da Tempesta che per fermare la donna stringe un patto con lei: uno scontro all'ultimo sangue senza utilizzare i poteri, servendosi solo di un coltello. Tempesta vince, lo libera, prende la guida dei mutanti e risparmia la vita di Callisto. Tempo dopo, Angelo prende parte ai Difensori, tuttavia il gruppo, con Angelo, Bestia e Uomo Ghiaccio come soli membri validi non ha vita lunga. I tre decidono allora di abbandonare la vita da supereroi ma la resurrezione di Jean Grey sprona i cinque X-Men originali a creare un nuovo team: X-Factor. Durante questo periodo Warren si avvicina molto a Jean, che sentendosi abbandonata da Ciclope si appoggia all'amico. In realtà Scott è ancora sorpreso dalla resurrezione della donna e scioccato dalla rivelazione che Madelyne Pryor, sua attuale moglie, sia in realtà un clone di Jean creato da Sinistro per unire il genoma dei Summers a quello dei Grey.

### Apocalisse e Morte
Durante il crossover Massacro Mutante le ali di Warren vengono notevolmente danneggiate e Cameron Hodge, amico di Warren, ma in realtà nemico dei mutanti, gliele fa amputare per ragioni mediche. Sconvolto, Warren scappa dall'ospedale ma poco dopo essersi alzato in volo col suo jet, l'aereo esplode sotto gli occhi inermi dei suoi compagni di squadra. Si scopre in seguito, che lo stesso Hodge aveva sabotato l'aereo. Poco prima dell'esplosione, Warren viene trasportato via dal malvagio mutante Apocalisse che ne cambia l'aspetto, facendo diventare blu la sua pelle e sostituendo le ali mancanti con un paio di protesi bioniche create da lui, composte di un materiale simile all'acciaio. Oltre a ciò, Warren impara a lanciare le nuove piume di metallo come proiettili che, dotate di neurotossine, paralizzano le sue vittime. Come completamento della trasformazione, Apocalisse lo nomina Morte e lo pone a capo dei suoi Cavalieri. Ingaggiata battaglia con i membri di X-Men e dopo aver ucciso Uomo Ghiaccio, Warren infrange il condizionamento mentale e reclamando vendetta aiuta gli X-Men ad eliminarlo. Conclusa la sua disavventura con Apocalisse, si dà alla caccia di Hodge, rapitore ed assassino di Candy Southern, la sua attuale fidanzata. Dopo pochi giorni di ricerca lo scova e lo elimina. Warren non torna subito fra le file di X-Men e decide, a causa della sua situazione interiore, di passare un periodo di tempo isolato da tutto e da tutti. Continua tuttavia la sua carriera da supereroe utilizzando il nome di Angelo Oscuro. A seguito degli eventi della maxi-saga Inferno e con il nome di Arcangelo suggeritogli da Bestia, rientra in X-Men dopo essere scampato ai Corvi, gruppo di vampiri semi-immortali, cominciando una relazione con l'ufficiale di polizia Charlotte Jones.

### Arcangelo

Arcangelo, disegnato da Leonardo Manco

Dopo aver sciolto X-Factor e chiuso la storia con Charlotte, Arcangelo si riunisce agli X-Men, dove poco tempo dopo incontrerà Psylocke per cui proverà subito una forte attrazione. Messo da parte il costume di Morte, indossa nuovamente quello da X-Men e comincia a frequentare la ragazza nel periodo in cui il criminale Sabretooth viene portato all'istituto. Durante la sua evasione, per proteggere la mutante Boom-Boom, Psylocke viene gravemente ferita, tanto che Warren, Wolverine e il Dr. Strange intraprendono un pericoloso viaggio per cercare di salvare la vita della donna. Durante lo scontro con l'evaso Sabretooth, le ali metalliche di Warren vengono pesantemente danneggiate e con l'andare del tempo, il danno aumenta sempre più. Si viene a scoprire in seguito che i danni alle ali erano causati dallo stesso organismo di Warren, che rigettando l'operato di Apocalisse ne stava facendo ricrescere un paio nuovo. Nonostante il recupero delle ali, mantiene il colorito bluastro impostogli dal malvagio e ripreso il vecchio nome-in-codice di Angelo continua la relazione con Psylocke fino a quando la donna decide di lasciare gli X-Men e Warren, per cominciare un nuovo rapporto con Thunderbird III, anche lui membro della squadra guidata da Tempesta. Rimasto con gli X-Men, Angelo diventa co-leader assieme a Nightcrawler e in una delle loro missione assiste alla distruzione degli X-Corp guidati da Banshee, e al tentativo di Mystica di uccidere l'uomo. Di ritorno in America, reclutano la mutante-prostituta Stacy X, e durante un combattimento contro Black Tom Cassidy si attiva la sua mutazione secondaria: il suo sangue ottiene grandi poteri taumaturgici, donandogli la facoltà di curarsi dalle ferite. Ritornato all'istituto, rimane non poco sorpreso quando compagni ed amici gli fanno notare che la sua pelle ha riassunto il colorito originario. Warren scopre di poter curare altri oltre se stesso, quando a seguito di una missione salva la vita di Husk, compagna di squadra con la quale incomincerà una relazione.

### Decimazione
Preso un permesso dagli X-Men per recarsi a Zanzibar, i due presenziarono alla fondazione dell'associazione no-profit Muntantes Sans Frontiéres e aiutarono a fermare un colpo di Stato all'interno del paese. Incontrata nuovamente Callisto e il resto di Excalibur fondato e guidato da Xavier sull'isola di Genosha, a dispetto della presenza di Husk la donna assunse volutamente atteggiamenti ambigui nei suoi confronti. Successivamente, nella serie Generation M, le sue ali appaiono avvizzite, più piccole e decisamente inutilizzabili dopo gli eventi della decimazione. Tuttavia, sempre nella stessa serie, viene rivelato che stava solo fingendo di aver perso il proprio potere in modo da stanare il mutante Ghoul, che riottenuti i propri li utilizzava per uccidere gli ex-mutanti.

### Civil War
Durante Civil War, Warren si riunisce brevemente agli originali X-Men, Ciclope, Bestia e Uomo Ghiaccio per tentare di fermare Alfiere che al soldo del governo e alleato con O*N*E (Office of National Emergency), tentava di riprendere i 198 mutanti residenti all'interno dell'istituto e riusciti a fuggire grazie all'aiuto di Domino e Shatterstar. Dopo varie vicissitudini, gli X-Men e il governo uniscono le forze per salvare i 198 dall'esplosione del bunker nel quale si erano rifugiati.
Durante World War Hulk Angelo insieme ad Ercole, Namora ed Amadeus Cho, sarà tra i pochi superumani terrestri ad aiutare Hulk nella sua vendetta. Terminata la guerra con la resa di Banner, anche a lui viene concessa l'amnistia.

### Messiah Complex
Di ritorno negli X-Men, Warren è uno dei pochi ad assistere al massacro perpetrato a Cooperstown, in Alaska. In seguito si unirà al gruppo guidato da Tempesta per andare alla ricerca degli Accoliti in modo da scoprire la posizione ed i piani di Sinistro e dei suoi Marauders riguardanti il neonato mutante. Al termine dell'evento e dopo lo scioglimento degli X-Men, Warren sorvola San Francisco alla ricerca di Warpath, Hepzibah e Uomo Ghiaccio. Notato che alcuni quartieri appaiono come se gli anni sessanta e il flower power non fossero mai finiti, chiede aiuto a Ciclope ed Emma Frost prima di cadere anche lui preda delle illusioni e diventare parte della comune hippie generata dai poteri della "dea" Martinique Jason, figlia di Mastermind. Assieme agli altri tre X-Men, Warren viene inviato dalla donna contro Scott ed Emma e rinsavisce solo dopo che i poteri di Martinique vengono meno riuscendo così a sentire le grida di aiuto del sindaco di San Francisco e salvandola da un inevitabile scontro con un camion. Grata, la donna garantisce agli X-Men una nuova base, rigettando in favore dei mutanti l'Iniziativa dei Cinquanta Stati elaborata al termine di Civil War.

### X-Force
Una volta che X-Force recuperò Wolfsbane, Warren si offrì di ospitare il team nella sua villa in Colorado. Dopo aver chiesto ad Elixir di curarle l'overdose di eroina, Warren venne attaccato da Rahne che aveva precedentemente subito un condizionamento mentale e strappategli le ali venne recuperata da Facility e portata in uno dei loro stabilimenti gestito dai Purificatori, dove il sangue di Warren, con ancora all'interno la tecnologia di Apocalisse, venne utilizzato per creare un coro di angeli con ali metalliche al servizio del reverendo Riseman. Intanto in Colorado, Arcangelo con tanto di epidermide bluastra e letali ali metalliche ritornò in scena e dopo aver attaccato X-Force fuggì per raggiungere il luogo dello scontro tra le fazioni di Purificatori guidate da Bastion e Riseman. Infuriato, cominciò a far fuori chiunque avesse un paio d'ali per poi, alla fine dello scontro, tornare alle sue fattezze normali. Dopo averlo esaminato, Elixir confermò a Wolverine che la trasformazione in Arcangelo era tuttora possibile e che Warren non sarebbe stato più lo stesso.
Durante Secret Invasion, Warren nella persona di Arcangelo, ed assieme ad X-Force, soccorse Pixie dall'attacco di un Super Skrull per poi ucciderlo.
Ormai membro fisso della squadra, viene inviato a Tokyo a recuperare Svanitore e il campione di Legacy in suo possesso prima di fare ritorno a S.F. e partecipare all'operazione di recupero dei mutanti prigionieri ad Alcatraz. Teleportata X-Force nel futuro Ciclope affida loro il compito di sorvegliare Cable e Hope, ma il risveglio di un moribondo Apocalisse comporta il suo allontanamento dal team per soccorrerlo prima di prendere parte allo scontro con Stryfe e Alfiere. Ritornati nel presente, dà una mano a Wolverine a fermare Surge e Satiro prima che il virus inoculato dalla Regina Lebbrosa faccia esplodere i loro poteri uccidendoli. Assieme a Warpath si reca quindi in Colorado per accertarsi delle condizioni di salute di Wolfsbane, venendo informati dal suo amante Hrimhari che la ragazza soffre di un non ben specificato malessere.

### Apocalisse
Dopo aver perso nuovamente le ali, Angelo diventerà il nuovo Apocalisse, ma verrà sconfitto da X-Force e perderà i suoi ricordi.

### Studente
A causa della perdita dei ricordi Angelo verrà nuovamente addestrato alla Jean Grey School gestita da Wolverine, di cui sarà il primo studente a diplomarsi. In seguito metterà gli studenti della scuola Anole, Blinfold, Bling! e Armor a capo delle Worthington Industries e si dedicherà a fare l'X-Men a tempo pieno.

## Poteri e abilità
La mutazione principale di Warren consiste in un paio d'ali dotate di forza sovrumana e una struttura ossea molto flessibile, tanto da renderle quasi invisibili quando ripiegate sotto gli abiti. Come ogni volatile la sua struttura ossea è completamente cava, mentre il suo corpo digerisce il cibo molto più efficientemente rispetto al normale, permettendogli di non immagazzinare grasso in eccesso. La mutazione gli conferisce inoltre una muscolatura più sviluppata e potente rispetto alla media ed occhi in grado di non soffrire dell'altissima velocità alla quale vola. I suoi polmoni riescono a funzionare anche ad alte velocità, altitudini e pressioni mentre il suo corpo è capace di sopportare bassissime temperature anche per lunghi periodi di tempo.
Può volare fino a dodici ore consecutive senza alcuna fatica, merito soprattutto dagli allenamenti assieme al professor Xavier. La sua agilità in aria e soprattutto in ambienti chiusi è forse la più sviluppata fra tutti i personaggi Marvel, lo dimostra il fatto che è sempre riuscito a battere avversari ben più veloci di lui (ad esempio la Torcia Umana). La forza delle sue ali potrebbe facilmente spezzare un braccio od una gamba ad un uomo; inoltre il colpo d'aria provocato dal loro sbattere può sbalzare via una persona.
Grazie ad una mutazione secondaria, Warren ha sviluppato un potente fattore rigenerante, che circola nel sangue. È anche in grado di curare altri feriti o malati mischiando il proprio sangue con il loro, ma solo se questi hanno un gruppo sanguigno compatibile. L'effetto della trasfusione e della guarigione può avere risultati differenti da individuo a individuo: a volte non rimargina totalmente le ferite, mentre in altre, può far guarire una persona sulla soglia della morte.
Quando per un certo periodo Warren venne fornito di ali metalliche imparò a lanciare le proprie piume come proiettili, che paralizzando il nemico gli permettevano di finirlo in un secondo momento. Queste nuove appendici erano collegate a lui attraverso un congegno neurale che fungeva da tramite fra gli stimoli cerebrali e le ali stesse, le quali essendo più aerodinamiche di quelle originate dalla sua mutazione lo rendevano capace di volare a velocità ancor più elevate.

## Altre versioni

### Ultimate
La versione Ultimate di Angelo si contraddistingue dagli altri mutanti per aver manifestato i propri poteri già alla nascita. Warren, appartenente ad una ricchissima famiglia, guarda con favore alla causa dei mutanti, ed infatti, per non destare pubblico scalpore, il ragazzo viene mandato alla scuola di Xavier. Entra subito a far parte degli X-Men con il nome Angelo, ma la sua mancanza d'esperienza lo rende inadatto al combattimento. Durante una missione non autorizzata sull'isola di Genosha, Angelo e i suoi compagni di squadra provano a salvare Longshot, mutante accusato di omicidio, che stava per essere giustiziato all'interno di una trasmissione televisiva. Dopo essere stato catturato, e poi salvato da Dazzler, di cui poi s'innamorerà, fa ritorno all'istituto, e s'infiltra, come spia sotto minaccia di Xavier, all'interno dell'Accademia del Domani diretta da Emma Frost. Durante il periodo con gli X-Men, Warren fa subito amicizia con Nightcrawler, a cui lo accomuna la condizione di avere una mutazione che si manifesta nel loro aspetto esteriore. Questa analogia fra angelo e demone è presente anche nel classico Universo Marvel. I poteri della versione Ultimate di Warren non differiscono molto da quelli della sua controparte originale ad eccezione del fattore rigenerante, che in questa, non viene menzionato. Durante il crossover Ultimatum viene colpito alle spalle e ucciso da Sabretooth.

### L'era di Apocalisse
Nell'universo alternativo dell'era di Apocalisse, Warren non viene mai trasformato in Morte da Apocalisse, né fa parte degli X-Men. Invece, lavora come freelance per il criminale, per Magneto e gli X-Men e per l'Alto Consiglio Umano, in modo da tener aperto il nightclub chiamato Paradiso dove umani e mutanti possono svagarsi insieme. Dopo una serie di assassinii compiuti dal malvagio, Warren decide di schierarsi con gli X-Men, e portando con sé parecchie cariche esplosive, si lancia in una missione suicida contro il quartier generale di Apocalisse. Il suo sacrificio fa spegnere gli scudi attorno all'edificio, cosicché i suoi compagni di squadra possono entrare nell'edificio e affrontare il criminale.

### Amalgam
Nell'universo Amalgam, Warren si fonde con due diversi personaggi:
- Assieme a Hawkman forma il mutante Angelhawk, membro della JLX.
- Unendosi a Robin, forma Redwing, il Vendicatore Meraviglioso.

## Altri media

### Televisione
Angelo appare in:
- The Marvel Super Heroes
- L'Uomo Ragno e i suoi fantastici amici
- Insuperabili X-Men
- X-Men: Evolution
- Wolverine e gli X-Men
- Marvel Super Heroes: What The--?!
- X-Men
- X-Men '97

### Cinema
Nella serie di film X-Men, Angelo è interpretato da Ben Foster e Ben Hardy. Compare in:
- X-Men - Conflitto finale (2006)
- X-Men - Apocalisse (2016)

### Videogiochi
Il personaggio è apparso nei seguenti videogames:
- X-Men II: The Fall of the Mutants
- X-Men
- X-Men vs. Street Fighter
- X-Men: Il regno di Apocalisse
- X-Men Legends
- X-Men Legends II: L'Era di Apocalisse
- X-Men: The Last Stand - Mind Maze
- Marvel vs. Capcom 3: Fate of Two Worlds
- Super Hero Squad Online
- Marvel: Avengers Alliance
- Marvel Heroes
- Marvel Puzzle Quest
- LEGO Marvel Super Heroes
- Marvel: Sfida dei campioni
- Marvel Future Fight
- Marvel Strike Force
- Marvel Super War
- Marvel Realm of Champions
- Marvel Duel